# EuroCup Women 2012-2013
L'EuroCup Women 2012-2013 è stata l'undicesima edizione del torneo europeo di secondo livello per squadre femminili di club di pallacanestro. La Dinamo Mosca ha vinto il trofeo per la seconda volta, battendo in finale il Kayseri Kaski Spor.

## Regolamento
Alla regular season hanno partecipato 30 squadre, divise in 6 gruppi di 4 e due di 3. Le prime due classificate di ogni girone si sono qualificate per la fase a eliminazione diretta.

## Regular season
La regular season è iniziata il 24 ottobre 2012 ed è terminata il 29 novembre.

### Gruppo A
|    | Squadra          | Pt. | G | V | P | PF  | PS  |
| -- | ---------------- | --- | - | - | - | --- | --- |
| 1. | BLMA Montpellier | 11  | 6 | 5 | 1 | 485 | 362 |
| 2. | Vologda-Čevakata | 11  | 6 | 5 | 1 | 470 | 379 |
| 3. | Satu Mare        | 8   | 6 | 2 | 4 | 363 | 431 |
| 4. | SISU Basketball  | 6   | 6 | 0 | 6 | 341 | 487 |

|                  | LAT   | CHE   | SAT   | TOF"  |
| BLMA Montpellier |       | 87–76 | 84–41 | 79–44 |
| Vologda-Čevakata | 69–67 |       | 74–38 | 88–63 |
| Satu Mare        | 67–77 | 74–77 |       | 86–73 |
| SISU Basketball  | 65–91 | 50–86 | 46–57 |       |

### Gruppo B
|    | Squadra             | Pt. | G | V | P | PF  | PS  |
| -- | ------------------- | --- | - | - | - | --- | --- |
| 1. | Saint-Amand Hainaut | 11  | 6 | 5 | 1 | 480 | 368 |
| 2. | Alimpija Hrodna     | 9   | 6 | 3 | 3 | 416 | 395 |
| 3. | TED Ankara          | 9   | 6 | 3 | 3 | 395 | 421 |
| 4. | Lotto Young Cats    | 7   | 6 | 1 | 5 | 402 | 509 |

|                     | HAI    | OLI   | ANK   | YOU"  |
| Saint-Amand Hainaut |        | 65–60 | 82–66 | 86–42 |
| Alimpija Hrodna     | 70–65  |       | 69–54 | 74–75 |
| TED Ankara          | 51–82  | 63–55 |       | 81–64 |
| Lotto Young Cats    | 79–100 | 73–88 | 69–80 |       |

### Gruppo C
|    | Squadra               | Pt. | G | V | P | PF  | PS  |
| -- | --------------------- | --- | - | - | - | --- | --- |
| 1. | Tarbes Gespe Bigorre  | 11  | 6 | 5 | 1 | 446 | 365 |
| 2. | Mersin BB             | 11  | 6 | 5 | 1 | 407 | 384 |
| 3. | Spartak Noginsk       | 8   | 6 | 2 | 4 | 328 | 350 |
| 4. | Belfius Namur-Capital | 6   | 6 | 0 | 6 | 367 | 449 |

|                       | TAR   | MER   | SPA   | NAM"  |
| Tarbes Gespe Bigorre  |       | 71–77 | 71–42 | 82–72 |
| Mersin BB             | 68–80 |       | 62–53 | 80–68 |
| Spartak Noginsk       | 47–65 | 46–50 |       | 63–43 |
| Belfius Namur-Capital | 59–77 | 66–70 | 59–77 |       |

### Gruppo D
|    | Squadra              | Pt. | G | V | P | PF  | PS  |
| -- | -------------------- | --- | - | - | - | --- | --- |
| 1. | Dinamo Novosibirsk   | 11  | 6 | 5 | 1 | 407 | 323 |
| 2. | Nantes-Rezé          | 11  | 6 | 5 | 1 | 470 | 375 |
| 3. | TSV 1880 Wasserburg  | 8   | 6 | 2 | 4 | 418 | 426 |
| 4. | Sint-Katelijne-Waver | 6   | 6 | 0 | 6 | 355 | 526 |

|                      | DYN   | NAN   | WAS   | KAT"   |
| Dinamo Novosibirsk   |       | 61–53 | 55–54 | 91–57  |
| Nantes-Rezé          | 63–58 |       | 83–66 | 110–63 |
| TSV 1880 Wasserburg  | 55–72 | 68–81 |       | 87–58  |
| Sint-Katelijne-Waver | 41–70 | 59–80 | 77–88 |        |

### Gruppo E
|    | Squadra            | Pt. | G | V | P | PF  | PS  |
| -- | ------------------ | --- | - | - | - | --- | --- |
| 1. | Kayseri Kaski Spor | 7   | 4 | 3 | 1 | 304 | 245 |
| 2. | Haryzont Minsk     | 6   | 4 | 2 | 2 | 267 | 278 |
| 3. | Södertälje         | 5   | 4 | 1 | 3 | 247 | 295 |

|                    | KAI   | HOR   | SÖD   |
| Kayseri Kaski Spor |       | 70–55 | 81–51 |
| Haryzont Minsk     | 78–73 |       | 65–64 |
| Södertälje         | 61–80 | 71–69 |       |

### Gruppo F
|    | Squadra         | Pt. | G | V | P | PF  | PS  |
| -- | --------------- | --- | - | - | - | --- | --- |
| 1. | Dinamo Kursk    | 8   | 4 | 4 | 0 | 344 | 262 |
| 2. | Adana Botaş     | 6   | 4 | 2 | 2 | 294 | 315 |
| 3. | Dunav 8806 Ruse | 4   | 4 | 0 | 4 | 286 | 347 |

|                 | DYN   | BOT   | DUN   |
| Dinamo Kursk    |       | 79–64 | 80–66 |
| Adana Botaş     | 62–86 |       | 84–80 |
| Dunav 8806 Ruse | 70–99 | 70–84 |       |

### Gruppo G
|    | Squadra           | Pt. | G | V | P | PF  | PS  |
| -- | ----------------- | --- | - | - | - | --- | --- |
| 1. | Dinamo Mosca      | 10  | 6 | 5 | 1 | 451 | 388 |
| 2. | VŠ Praga          | 9   | 6 | 3 | 3 | 405 | 438 |
| 3. | Partizan Galenika | 9   | 6 | 3 | 3 | 436 | 439 |
| 4. | Basket Landes     | 8   | 6 | 2 | 4 | 400 | 427 |

|                   | DYN   | PRA   | PAR   | LAN"  |
| Dinamo Mosca      |       | 83–40 | 70–65 | 66–51 |
| VŠ Praga          | 73–86 |       | 75–81 | 68–58 |
| Partizan Galenika | 80–73 | 61–78 |       | 77–57 |
| Basket Landes     | 79–73 | 69–71 | 86–72 |       |

### Gruppo H
|    | Squadra                    | Pt.      | G        | V        | P        | PF       | PS       |
| -- | -------------------------- | -------- | -------- | -------- | -------- | -------- | -------- |
| 1. | Antakya Belediyesi Gençlik | 6        | 4        | 2        | 2        | 294      | 275      |
| 2. | Ružomberok                 | 6        | 4        | 2        | 2        | 263      | 256      |
| 3. | Kibirkštis-Tichė-Iki       | 6        | 4        | 2        | 2        | 257      | 283      |
| 4. | Elitzur Ramla              | ritirata | ritirata | ritirata | ritirata | ritirata | ritirata |

|                            | ANT   | RUZ   | KIB   | ELI   |
| Antakya Belediyesi Gençlik |       | 65–77 | 66–70 | 69–63 |
| Ružomberok                 | 62–70 |       | 54–59 | ---   |
| Kibirkštis-Tichė-Iki       | 66–93 | 62–70 |       | ---   |
| Elitzur Ramla              | ---   | 77–70 | ---   |       |

- L'Elitzur Ramla si è ritirato dalla competizione dopo due giornate per problemi economici[1]. I risultati delle partite giocate sono stati cancellati.

## Ottavi di finale
Le partite di andata si sono giocate il 6 dicembre 2012, quelle di ritorno il 13 dicembre.
| Squadra 1                  | Totale    | Squadra 2            | Andata  | Ritorno |
| -------------------------- | --------- | -------------------- | ------- | ------- |
| VŠ Praga                   | 114 – 147 | Dinamo Kursk         | 63 – 66 | 51 – 81 |
| Adana Botaş                | 128 – 138 | BLMA Montpellier     | 62 – 69 | 66 – 69 |
| Haryzont Minsk             | 110 – 122 | Saint-Amand Hainaut  | 58 – 60 | 52 – 62 |
| Ružomberok                 | 126 – 120 | Dinamo Novosibirsk   | 57 – 60 | 69 – 60 |
| Alimpija Hrodna            | 126 – 139 | Nantes-Rezé          | 59 – 77 | 67 – 62 |
| Antakya Belediyesi Gençlik | 125 – 134 | Vologda-Čevakata     | 79 – 61 | 46 – 73 |
| Dinamo Mosca               | 142 – 135 | Tarbes Gespe Bigorre | 54 – 55 | 88 – 80 |
| Kayseri Kaski Spor         | 154 – 142 | Mersin BB            | 91 – 87 | 63 – 55 |

## Quarti di finale
Le partite di andata si sono giocate il 17 gennaio 2013, quelle di ritorno il 24 gennaio.
| Squadra 1          | Totale    | Squadra 2           | Andata   | Ritorno |
| ------------------ | --------- | ------------------- | -------- | ------- |
| Kayseri Kaski Spor | 165 – 163 | Dinamo Kursk        | 101 – 86 | 64 – 77 |
| Dinamo Mosca       | 159 – 135 | BLMA Montpellier    | 73 – 51  | 86 – 84 |
| Vologda-Čevakata   | 145 – 96  | Saint-Amand Hainaut | 79 – 51  | 66 – 45 |
| Ružomberok         | 130 – 113 | Nantes-Rezé         | 51 – 56  | 79 – 57 |

## Semifinali
Le partite di andata si sono giocate il 7 febbraio 2013, quelle di ritorno il 14 febbraio.
| Squadra 1    | Totale    | Squadra 2          | Andata  | Ritorno |
| ------------ | --------- | ------------------ | ------- | ------- |
| Ružomberok   | 125 – 152 | Kayseri Kaski Spor | 60 – 79 | 65 – 73 |
| Dinamo Mosca | 150 – 135 | Vologda-Čevakata   | 82 – 73 | 68 – 62 |

## Finale
| Squadra 1    | Totale    | Squadra 2          | Andata  | Ritorno |
| ------------ | --------- | ------------------ | ------- | ------- |
| Dinamo Mosca | 136 – 135 | Kayseri Kaski Spor | 66 – 61 | 70 – 74 |

### Andata
| Arbitri: | Fabiana Nitu Åsa Johansson Maja Vukanović |

|              |          |                    |
| Toliver 16   | Punti    | 18 Jones           |
| Abrosimova 4 | Assist   | 3 Martínez         |
| Langhorne 13 | Rimbalzi | 8 Anosike, Sanders |

### Ritorno
| Arbitri: | Carole Delauné Ilona Kučerová Karolina Andersson |

|            |          |              |
| Sanders 19 | Punti    | 23 Toliver   |
| Martínez 6 | Assist   | 4 Abrosimova |
| Jones 6    | Rimbalzi | 8 Vidmer     |

| EuroCup Women 2012-2013 |
| ----------------------- |
| Dinamo Mosca 2º titolo  |